# 스네깃
스네깃(Snagit)은 비디오 디스플레이 및 오디오 출력을 캡처하는 스크린캐스팅 소프트웨어이다. TechSmith에서 1990년에 제작하였다.Snagit은 영어, 프랑스어, 독일어, 일본어, 포르투갈어 및 스페인어 버전으로 제공된다.
Snagit은 기본 인쇄 화면 기능을 대체하고 추가 기능으로 확장한다.

## 기능
이 소프트웨어는 올인원, 전체 화면, 클립보드에 복사, 클립보드에 텍스트 복사, 자유 시간 및 시간 지연이 있는 메뉴 등을 지원한다. 캡처 도구에는 많은 파일 형식을 한 번에 변경할 수 있는 일괄 변환기가 있다. 소프트웨어는 캡처한 스크린샷을 "편집" 섹션으로 자동 이동하여 크기를 조정하거나 주석을 달거나 특수 효과를 줄 수 있다.

## Snagit Editor
Editor는 Snagit과 연계된 이미지 편집 프로그램이다. 캡쳐 후에 스크린샷을 화살표 추가, 섹션 흐림 또는 자르기 등 간단하게 변경하는 데 사용할 수 있다. 다른 기능으로는 스크린 샷에 "스탬프"라는 새 이미지 추가, 화면 캡처의보기 관점 변경, 주석 추가, 스포이드 도구를 사용하여 모든 색상의 RGB 값 결정 및 기타 화면 캡처의 모양을 개선하는 도구가 있다.

## 같이 보기
- 캡처 도구
- 테크니컬 라이팅